# پروتکف ۵۹۳۲

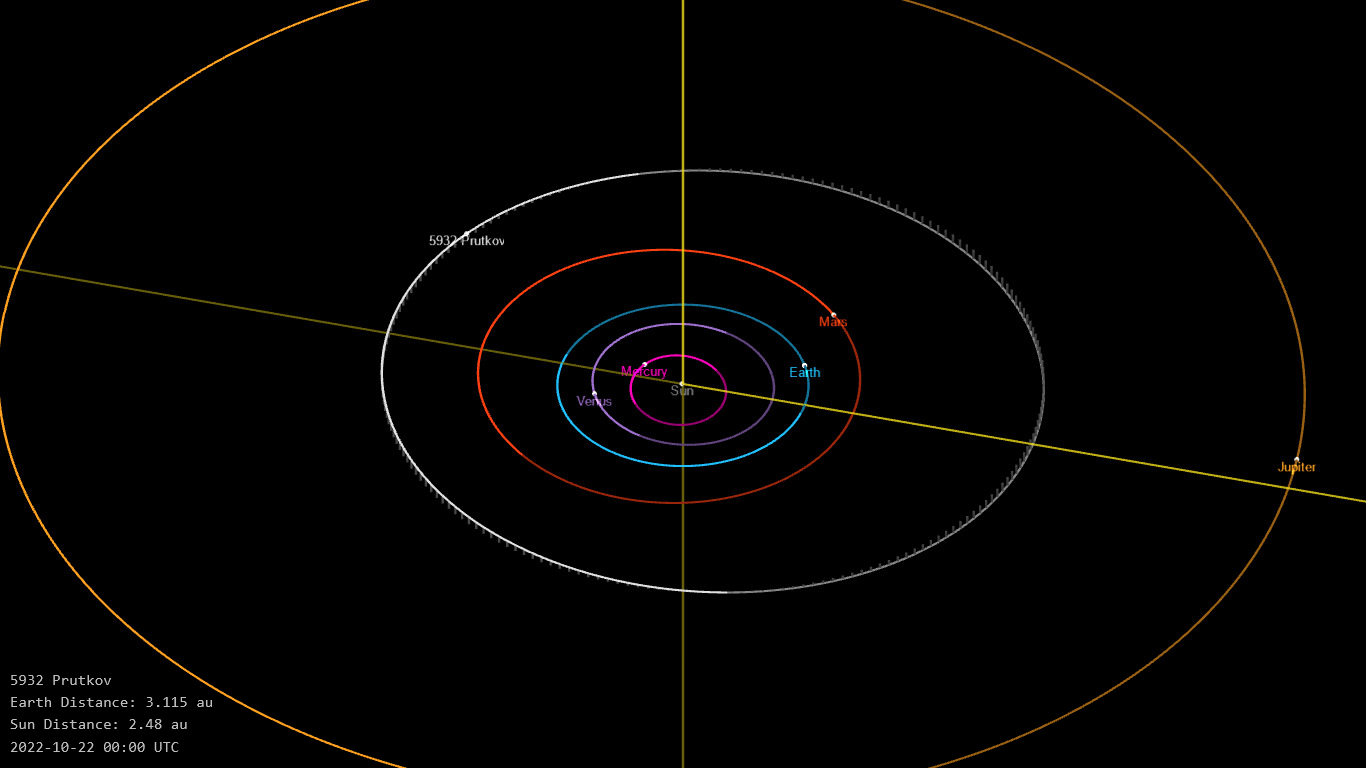
سیاره پروتکف 5932

سیارک ۵۹۳۲ (به انگلیسی: 5932 Prutkov، نامگذاری:1976GO3) پنج هزار و نهصد و سی و دومین سیارک کشف شده‌است که در ۱ آوریل ۱۹۷۶ کشف شد.
قدر مطلق سیارک برابر ۱۳٫۶۰ است.